# Sultan Azlan Shah Cup 2005
De strijd om de Sultan Azlan Shah Cup is een internationaal invitatietoernooi, dat jaarlijks in Maleisië wordt gehouden. Het hockeyevenement vindt geen doorgang indien Maleisië in hetzelfde jaar gastheer is van een door de FIH toegewezen toptoernooi, zoals het wereldkampioenschap of de Champions Trophy. Aan de veertiende editie in het Bukit Jalil Stadium, van donderdag 26 mei tot en met zondag 5 juni 2005, deden behalve het gastland de volgende landen mee: titelverdediger Australië, India, Nieuw-Zeeland, Pakistan, Zuid-Afrika en Zuid-Korea.

## Uitslagen voorronde
Donderdag 26 mei
- India - Zuid-Afrika 2-1
- Maleisië - Australië 1-3
- Pakistan - Nieuw-Zeeland 2-1

Vrijdag 27 mei
- Australië - Zuid-Korea 3-3
- Nieuw-Zeeland - India 2-2
- Maleisië - Zuid-Afrika 1-1

Zaterdag 28 mei
- Pakistan - Zuid-Korea 3-2

Zondag 29 mei
- Maleisië - India 4-1
- Zuid-Afrika - Pakistan 0-2
- Australië - Nieuw-Zeeland 2-1

Maandag 30 mei
- Zuid-Korea - Maleisië 4-0
- Nieuw-Zeeland - Zuid-Afrika 2-0

Dinsdag 31 mei
- Pakistan - Australië 2-2
- Zuid-Korea - India 4-1

Woensdag 1 juni
- Australië - Zuid-Afrika 8-3
- Maleisië - Nieuw-Zeeland 1-3
- Pakistan - India 3-2

Donderdag 2 juni
- Zuid-Korea - Nieuw-Zeeland 6-4

Vrijdag 3 juni
- Maleisië - Pakistan 1-0
- Australië - India  1-0
- Zuid-Afrika - Zuid-Korea  2-3

## Eindstand voorronde
| Plaats | Land          | Matchen | Gw | Vl | Gl | Doelpunten | Punten |
| ------ | ------------- | ------- | -- | -- | -- | ---------- | ------ |
| 1.     | Australië     | 6       | 5  | 1  | 0  | 19-10      | 16     |
| 2.     | Zuid-Korea    | 6       | 4  | 1  | 1  | 22-13      | 13     |
| 3.     | Pakistan      | 6       | 4  | 1  | 1  | 12-8       | 13     |
| 4.     | Nieuw-Zeeland | 6       | 2  | 1  | 3  | 13-13      | 7      |
| 5.     | Maleisië      | 6       | 2  | 1  | 3  | 8-12       | 7      |
| 6.     | India         | 6       | 1  | 1  | 4  | 8-15       | 4      |
| 7.     | Zuid-Afrika   | 6       | 0  | 1  | 5  | 7-18       | 1      |

## Uitslagen play-offs (zondag 5 juni)

### Plaats 5
- India - Maleisië  2-1

### Plaats 3 (troostfinale)
- Pakistan - Nieuw-Zeeland 4-2

### Finale
- Australië - Zuid-Korea  4-3 (Golden goal)

## Eindrangschikking
| Plaats | Land          |
| ------ | ------------- |
| 1.     | Australië     |
| 2.     | Zuid-Korea    |
| 3.     | Pakistan      |
| 4.     | Nieuw-Zeeland |
| 5.     | India         |
| 6.     | Maleisië      |
| 7.     | Zuid-Afrika   |

## Ereprijzen
Speler van het toernooi: Shakeel Abbasi (Pakistan)